# Slaget om Tartu

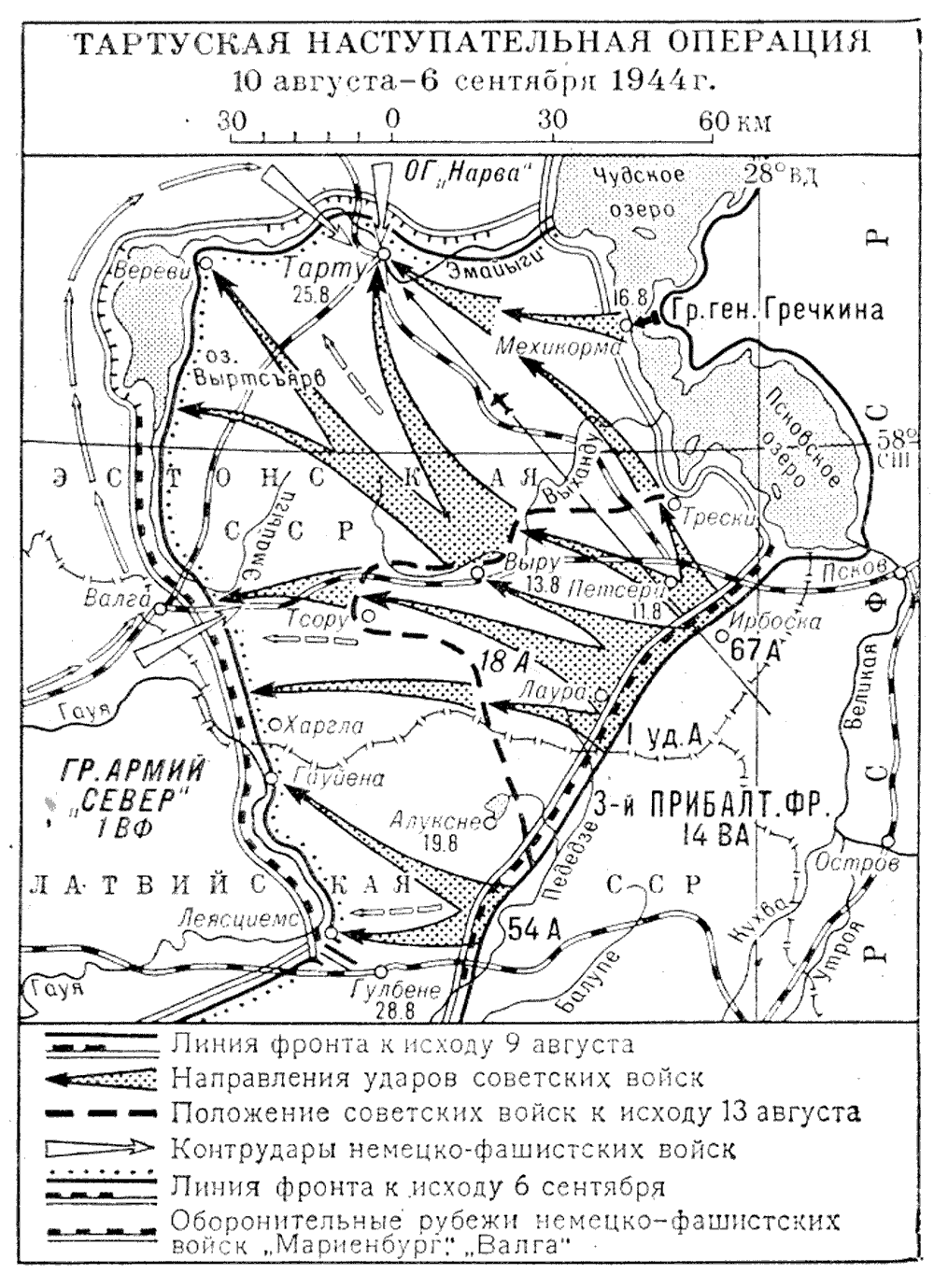
Sovjetisk karta över offensiven

Slaget om Tartu var en militär strid om herraväldet över sydöstra Estland 1944 mellan den sovjetiska Röda armén och den tyska armén.  
Sovjetunionens taktiska mål var att besegra den tyska 18:e armén och erövra staden Tartu. Det strategiska målet var en rask militär ockupation av Estland. Det sovjetiska militär kommandot planerade att nå Östersjökusten vid Rigabukten och snöra av förbindelserna för den tyska arméavdelningen "Narwa". På den tyska sidan fanns estniska värnpliktiga. Den sovjetiska Tredje baltiska fronten erövrade Tartu. Detta ledde till att Estlands nationalmuseum förstördes och stora skador vållades på Universitetet i Tartu. En tysk arméenhet stabiliserade därefter fronten vid floden Emajõgi. 

## Bakgrund
Ryska angrepp på Leningradfronten hade tryckt den tyska Armégrupp Nord till väster om sjön Peipus, vilket resulterade i en serie bataljer om Narva. Det tyska kommandot ansåg det viktigt att upprätthålla kontroll över den södra stranden av Finska viken för att underlätta krigsaktiviteterna i Finland och hålla den ryska flottan inlåst. I söder hade sovjetiska styrkor avancerat mot Östersjökusten mot slutet av Operation Bagration i juni-augusti 1944 i mitten av den tyska norra fronten. 
I utgångsläget för slaget om Tartu var styrkeförhållandena mellan de sovjetiska och de tyska styrkorna 4.3:1 beträffande soldater, 14.8:1 beträffande artilleri och 4.1:1 beträffande pansarfordon, De tyska trupperna bestod av stridsgrupper från olika större enheter och mindre enheter. På den tyska sidan var en betydande del bataljoner av Omakaitsemilitia med svag beväpning och begränsad stridsförmåga.

## Strider
Det primära sovjetiska målet var i början det södra landskapet Petseri. Den 10 augusti bröt den 67:e sovjetiska armén igenom den tyska försvarslinjen, och erövrade staden Võru den 13 augusti. Den tyska 28:e armékåren tvingades till  floderna Emajõgi och Gaujas vänstra stränder i väst. Samtidigt som detta försvar hindrade den ryska Tredje baltiska fronten att skära av reträtten för den tyska styrkan "Narwa" från Estland, var det öppen terräng mot staden Tartu. Tyskland improviserade en ny försvarslinje, men ryska pansarstyrkor gick in i ett mellanrum mellan de tyska linjerna. Den 16 augusti genomförde Sovjetunionen en amfibieattack över sjön Peipus bakom den tyska östra flanken och etablerade ett brohuvud i byn Mehikoorma. 
Den ryska Tredje baltiska fronten igångsatte artilleribeskjutning mot de tyska högra flygelns positioner sydost om Tartu den 23 augusti. En sovjetisk styrka gick runt den västra sidan och tog Käreverebron över floden Emajõgi väster om Tartu. Eftersom denna var en av bara fyra broar på en sträcka av 100 kilometer av vattenmättade slätter, var detta av stor strategisk betydelse. En stor tysk pansarattack hade planerats bakom de sovjetiska linjernas västra flank i Elva den 24 augusti. De ryska stridsvagnsbataljonerna motstod den den tyska attacken följande dag. Fyra sovjetiska infanteridivisioner slog till mot Tartu med stöd av pansar och artilleri. De sovjetiska trupperna intog staden efter hårda gatustrider och etablerade ett brohuvud på norra sidan av Emajõgi den 25 augusti. Tyskarna gjorde ett försök att återta Tartu den 4–6 september och nådde stadens norra utkant, men stoppades, varefter relativt lugn rådde under 13 dagar.